# Сан Ђулио (Асти)
Сан Ђулио је насеље у Италији у округу Асти, региону Пијемонт.
Према процени из 2011. у насељу је живело 392 становника. Насеље се налази на надморској висини од 167 м.